# カバンゴ州
カバンゴ州（カバンゴしゅう、英: Kavango Region）は、ナミビアに存在した州。2013年に東カバンゴ州と西カバンゴ州に分割された。

## 概要
オカバンゴ川に沿った地域で、カバンゴ族が住む。東部はさらに東のザンベジ州へ続くカプリビ回廊の一部である。1998年にオカバンゴ州 (Okavango Region) から改称された。
ヒフィケプニェ・ポハンバが大統領を務めていた2013年、東西に分割され東カバンゴ州と西カバンゴ州となった。
日本の国際協力銀行が、カバンゴ州ルンドゥからオハングウェナ州エルンドゥ間の道路改善の事業検討を行っている。

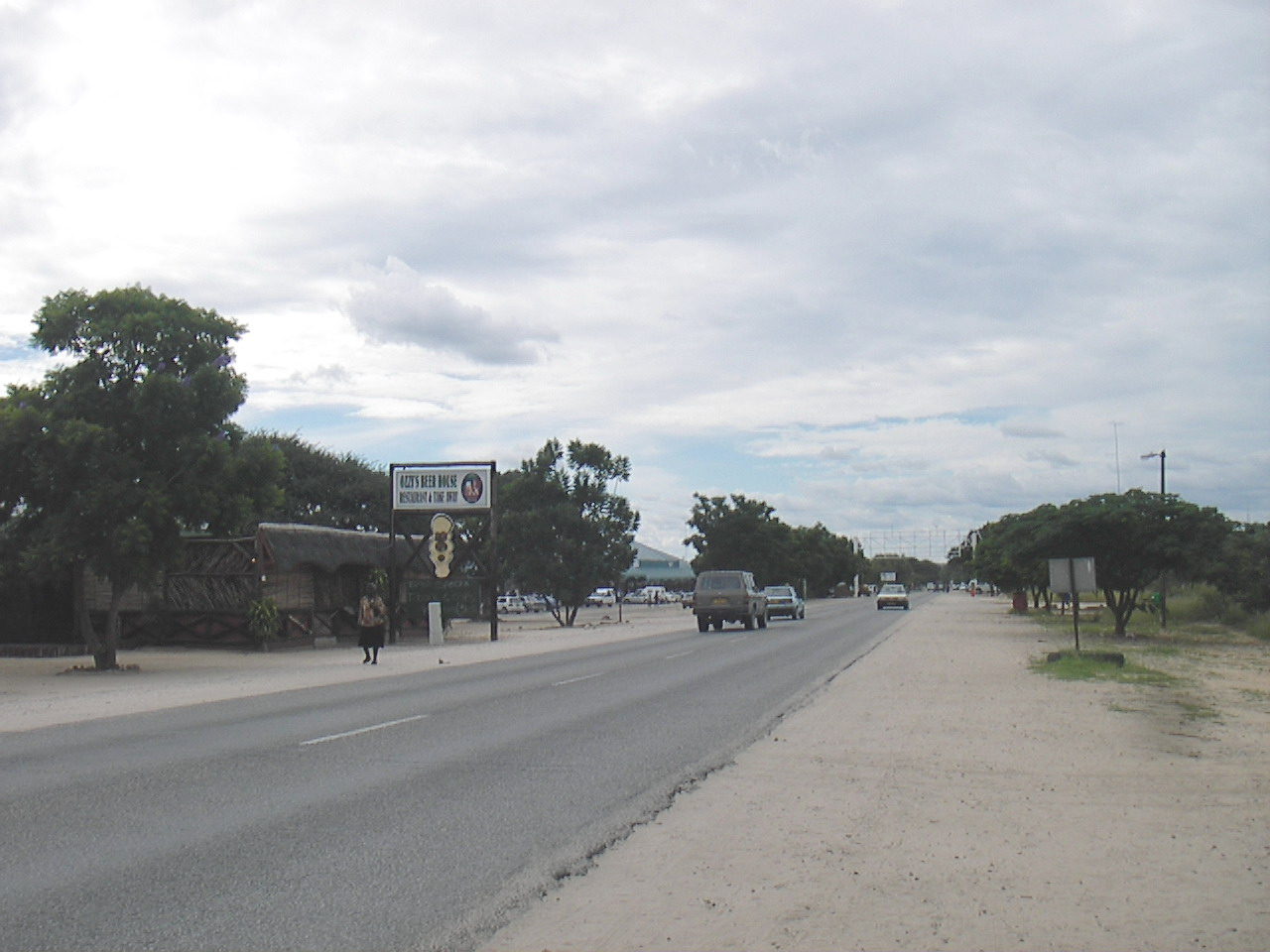
ルンドゥ市内